# Geneviève Joy
Pour les articles homonymes, voir Joy.
Geneviève Joy est une pianiste française née le 4 octobre 1919 à Bernaville (Somme) et morte le 27 novembre 2009 à Paris 13e. 

## Biographie
Geneviève Joy naît le 4 octobre 1919 à Bernaville.
À l'âge de douze ans, elle entre au Conservatoire de Paris, où elle travaille le piano avec Jeanne Chapart, Yves Nat et Lucette Descaves, l'harmonie avec Jean Gallon, le contrepoint et la fugue avec Noël Gallon, la musique de chambre avec Pierre Pasquier et l'accompagnement avec Abel Estyle.
À vingt-deux ans, elle est lauréate d'un 1er prix de piano, puis des 1er prix d'harmonie et d'accompagnement.
En 1944, Geneviève Joy est nommée chef de chant auprès de l'Orchestre national, poste qu'elle occupe jusqu'en 1947. Jusqu'en 1948, elle est aussi attachée au Comité de lecture de la radiodiffusion française.
Geneviève Joy est l'épouse à partir du 17 septembre 1946 du compositeur Henri Dutilleux, dont elle a été longtemps l'interprète. Elle a formé avec sa collègue Jacqueline Robin (mariée au compositeur Paul Bonneau) un duo à deux pianos fameux qui laisse un grand nombre d'enregistrements considérés comme des références. En 1970, pour le 25e anniversaire du duo, dix compositeurs ont spécialement écrit à leur intention des pièces : Auric, Daniel-Lesur, Mihalovici, Louvier, Pierre Petit, Dutilleux, Ohana, Constant, Milhaud et Jolivet,.
Comme interprète, elle forme également à partir de 1952 le Trio de France avec le violoncelliste André Lévy et la violoniste Jeanne Gautier, avec laquelle elle donne des séances de sonates pour piano et violon jusqu'en 1965.
Comme pédagogue, elle est nommée professeur de déchiffrage au Conservatoire de Paris en 1950. De 1962 à 1966, elle est aussi professeur de musique de chambre à l'École normale de musique, puis succède en 1966 à Jacques Février au Conservatoire de Paris, où elle enseigne jusqu'en 1986.
Geneviève Joy a été membre du jury du Concours international de piano de Santander Paloma O’Shea en 1982.
Elle s'est particulièrement consacrée à défendre la musique du XXe siècle et a joué en première audition les concertos pour piano de Jean Rivier, Marius Constant, Henry Barraud et Alan Rawsthorne, ainsi que des œuvres de Dutilleux (Sonate pour piano, 1948), Louis Saguer ou Pierre Petit, notamment.
Geneviève Joy meurt le 27 novembre 2009 à Paris,.